# Infiniti Q70
El Infiniti Q70 es el sucesor del Infiniti M producido a partir de 2013 con esta nueva denominación es conocido en varias partes del mundo como Nissan Cima/Fuga y como Mitsubishi Proudia/Dignity.
El Infiniti Q70 pertenece al segmento de sedanes de alta gama. El modelo 2016 cuenta con una transmisión de siete velocidades y un motor V6 de 3.7 litros en la versión Seduction, y un motor V8 de 5.6 litros para la variante Perfection.